# نظام ملفات تشعبي
نظام ملفات ذو خاصية تشعبي (بالإنجليزية: Fork (file system))‏ وهو مجموعة من البيانات المرتبطة بكل كائن object في نظام الملفات (الكائن كملف نصي على سبيل المثال) , نظام الملفات بدون خاصية تشعبي تسمح بجموعة واحدة من البيانات لمحتوياته بينما نظام الملفات ذو الخاصية تشعبي يسمح بالعديد من المجموعات للبيانات، كل ملف غير فارغ يحتوي على خاصية تشعبي واحدة على الأقل وهي غالبا المجموعة الافتراضية، وحسب نوع نظام الملفات وقدراته يمكن أن يحتوي على أكثر من مجموعة بيانات كمثال مجموعة من البيانات الأساسية ومجموعة من البيانات الوصفية (ميتاداتا metadata) , على عكس نظم الملفات ذات الخاصية خواص امتدادية للملف Extended file attributes الذي يشبه النظام التشعبي ولكنه بحجم ثابت عكس التشعبي ذو الحجم المتغير والذي يمكن أن يكون أكبر من مجموعة البيانات الرئيسية، حجم الملف يكون مجموع كل المجموعات التشعبية Forks والذي يعرف أيضا باسم مجرى Streams ويختلف معناه عن المعنى الحرفي للكلمة توفر البيانات عبر الوقت (يحتمل إلى مالانهاية)

## بدائل
على أنظمة الملفات دون تشعبي Fork، يمكن للمرء بدلا من ذلك استخدام ملفات منفصلة متعددة والتي ترتبط مع بعضها البعض، وخاصة ملفات جانبية للبيانات الوصفية metadata . ومع ذلك، لا يتم حفظ الاتصال بين هذه الملفات تلقائيا بواسطة نظام الملفات، ويجب بدلا من ذلك التعامل معها من قبل كل برنامج يعمل على الملفات. وهناك بديل آخر هو ملف الحاويات الذي يخزن بيانات إضافية ضمن تنسيق ملف معين أو ملف أرشيف يسمح بتخزين العديد من الملفات والبيانات الوصفية داخل ملف (ضمن مفترق واحد). وهذا يتطلب أن تقوم البرامج بمعالجة ملف الحاوية أو ملف التخزين، بدلا من معالجة تشعب نظام الملفات. وتتطلب هذه البدائل عملا إضافيا من قبل البرامج باستخدام البيانات، ولكنها تستفيد من إمكانية نقلها إلى أنظمة الملفات التي لا تدعم تشعبي Fork.

## تطبيقاته

### أبل
نظام الملفات ذو الخاصية تشعبي موجود في نظام الملفات التسلسلي الخاص بأبل ماكنتوش Hierarchical File System (HFS) .